# Lee Lawrie
Lee Oscar Lawrie (16 de octubre de 1877 - Easton, Maryland,23 de enero de 1963) fue un escultor estadounidense. 
Participó con sus numerosas obras en el desarrollo del Art decó en América del Norte. Sus obras más importantes son las esculturas en el capitolio de Nebraska en  la ciudad de Lincoln, sus bajorrelieves adornan los edificios del Rockefeller Center y, especialmente, la estatua de Atlas que se encuentra frente a la Catedral de San Patricio de Nueva York.

## Obras
- Paneles en relieve alegórico llamados Valentía, Patriotismo y Sabiduría sobre las puertas de entrada a la cámara del Senado de Estados Unidos (se realizó como parte de la remodelación de 1950-período Federal del Senado), Washington D. C.
- Edificio de Educación (también conocido como Edificio Fórum) en Harrisburg, Pennsylvania
- Capitolio del Estado de Louisiana en Baton Rouge, Luisiana
- Memorial de la Paz en Gettysburg, Pennsylvania
- La fidelidad Mutual Life edificio en Filadelfia, Pensilvania (ahora parte del Museo de Arte de Filadelfia, los elementos escultóricos de los cuales incluyen la lechuza de la sabiduría, el perro de la fidelidad, el pelícano de la caridad, la zarigüeya de protección, y la ardilla de la frugalidad ), arquitectos Zantzinger, Borie y Medary
- Estatua de George Washington, en la Catedral Nacional de Washington, DC
- Cenefas de la Corte del Condado de Ramsey en Saint Paul, Minnesota
- Dos bajorrelieves egipcios para el 1924 Hale Laboratorio Solar en Pasadena, California
- Santuario Nacional de la Inmaculada Concepción y las puertas de bronce de la construcción de John Adams en la Biblioteca del Congreso de Estados Unidos, en Washington D. C.
- Memorial Harkness Torre de la Universidad de Yale, New Haven, Connecticut
- Beaumont Tower de la Universidad Estatal de Míchigan en East Lansing, Michigan
- Kirk en the Hills, presbiteriana, Míchigan
- Diseño de esculturas para Brittany American Cemetery and Memorial en Bretaña, Francia ejecutado por Jean Juge de París y el escultor francés, Augustine Beggi.